# Arbrå en Norra Kyrkbyn
Arbrå en Norra Kyrkbyn (Zweeds: Arbrå och Norra Kyrkbyn) is een småort in de gemeente Bollnäs in het landschap Hälsingland en de provincie Gävleborgs län in Zweden. Het småort heeft 127 inwoners (2005) en een oppervlakte van 62 hectare. Eigenlijk bestaat het småort uit twee plaatsen: Arbrå en Norra Kyrkbyn.